# Lycaon pictus sharicus
El licaón del África Central o perro salvaje del África Central (Lycaon pictus sharicus) es una subespecie del perro salvaje africano que habita en África Central.

## Taxonomía
El perro salvaje del África Central fue descrito por primera vez por los naturalistas Oldfield Thomas y Robert Charles Wroughton en 1907 bajo el trinomen Lycaon pictus sharicus de la parte baja del río Chari y el este del lago Chad.  A veces también se lo conoce erróneamente como Lycaon pictus saharicus, llamado así por el desierto del Sahara. Los especímenes de Tanezrouft, Argelia, fueron indicados como una raza distinta, aunque posiblemente sea aplicable a la subespecie del río Shari.

## Distribución
Debido a las poblaciones pobres en África Central, el perro salvaje de África Central está en peligro crítico y está cerca de la extinción. En la República Centroafricana, los perros salvajes del África Central viven actualmente en una sola área protegida, el parque nacional Manovo-Gounda St. Floris. Históricamente, el perro salvaje del África Central vivió en el norte del Congo, Chad, la República Centroafricana, Níger, sur de Argelia, Libia y este de Sudán. Posiblemente esté extinto en el norte de la República Democrática del Congo.
- Argelia: Aunque históricamente presente, L. pictus probablemente se haya extinguido localmente, aunque puede existir como una población relicta en el sur. A partir de 1997, los únicos informes recientes provienen de las montañas Teffedest. La especie estuvo una vez en las montañas Mouydir Arah, pero ha desaparecido, probablemente debido a la captura y el envenenamiento por miembros de la tribu Tuareg. El último avistamiento en el parque nacional Ahaggar fue en 1989.[4]
- Chad: No se han dado otros informes recientes sobre el perro salvaje africano en Chad, y se desconoce su estatus legal. La parte sur del país puede formar un vínculo importante entre las poblaciones de perros salvajes africanos en Camerún y la República Centroafricana. La especie ya se consideraba rara en la Reserva de Fauna Ouadi Rimé-Ouadi Achim durante la década de 1980 y no se ha avistado desde entonces. Se considera extinto en la Reserva de Fauna de Bahr Salamat. Ningún registro reciente ha colocado a la especie en el parque nacional Manda y la Reserva de Fauna Siniaka-Minia, aunque alguna vez ocurrieron en cantidades razonables durante la década de 1980.[4]
- Níger: Es casi seguro que la especie se haya extinguido localmente, habiendo sido objeto de una campaña de exterminio durante la década de 1960. Aunque protegidos legalmente, los guardias de caza todavía disparaban a especímenes de L. pictus en 1979. Incluso si todavía están presentes, las posibilidades de supervivencia de la especie siguen siendo bajas, debido a las sequías regulares y la pérdida de presas naturales. L. pictus todavía puede estar presente en cantidades reducidas en el Parc W, en el extremo norte y la región de Sirba.[4]
- República del Congo: Aunque se le brinda protección legal total, el perro salvaje africano no ha sido avistado en la República del Congo desde la década de 1970. La especie pudo haber habitado alguna vez el parque nacional Odzala, aunque se encontraba principalmente en áreas desprotegidas, donde se alimentaba de ganado y posteriormente fue exterminada por los pastores locales.[4]
- República Democrática del Congo: Aunque la República Democrática del Congo alguna vez tuvo una población saludable de perros salvajes africanos, probablemente haya sido extirpada a fines de la década de 1990. El avistamiento más reciente ocurrió en 1986 en el parque nacional Upemba.[4]
- República Centroafricana: Aunque se le brinda protección legal total, la población de perros salvajes africanos de RCA tiene un futuro incierto, aunque no está lejos de la población más grande de Camerún. Es raro en el parque nacional Manovo-Gounda St. Floris, con avistamientos que se han reportado tan recientemente como 1992. Se informó que alguna vez fue común en el parque nacional y Reserva de la Biosfera Bamingui-Bangoran durante la década de 1980, aunque solo hubo dos avistamientos en 1988 y 1990.[4] Se han documentado perros salvajes africanos en el sur de la República Centroafricana en la cuenca de drenaje de Chinko-Mbari en 2013.[5] Entre 2012 y 2017, las poblaciones de perros salvajes en la RCA disminuyeron debido a la matanza directa de los pastores.[6]
- Sudán: Como ocurrierón con todos los grandes carnívoros, las poblaciones de perros salvajes africanos disminuyeron drásticamente durante la segunda guerra civil sudanesa, aunque se han producido avistamientos en Sudán del Sur. La especie alguna vez ocurrió en el Sudd, aunque faltan actualizaciones y no se le otorga ninguna protección legal en el área. Puede estar presente en Bangagai Game Reserve. Se avistó una manada en 1995 en el parque nacional Dinder.[4]
- Sudán del Sur: En abril de 2020, perros salvajes africanos fueron fotografiados en el parque nacional del Sur de Sudán del Sur con cámaras trampa.[7]